# Песета

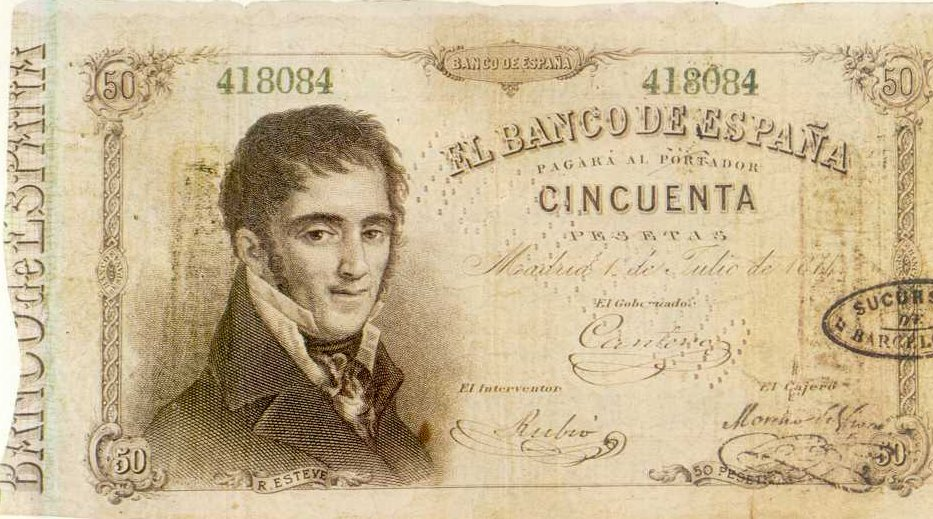
Испанская банкнота 50 песет 1874 года

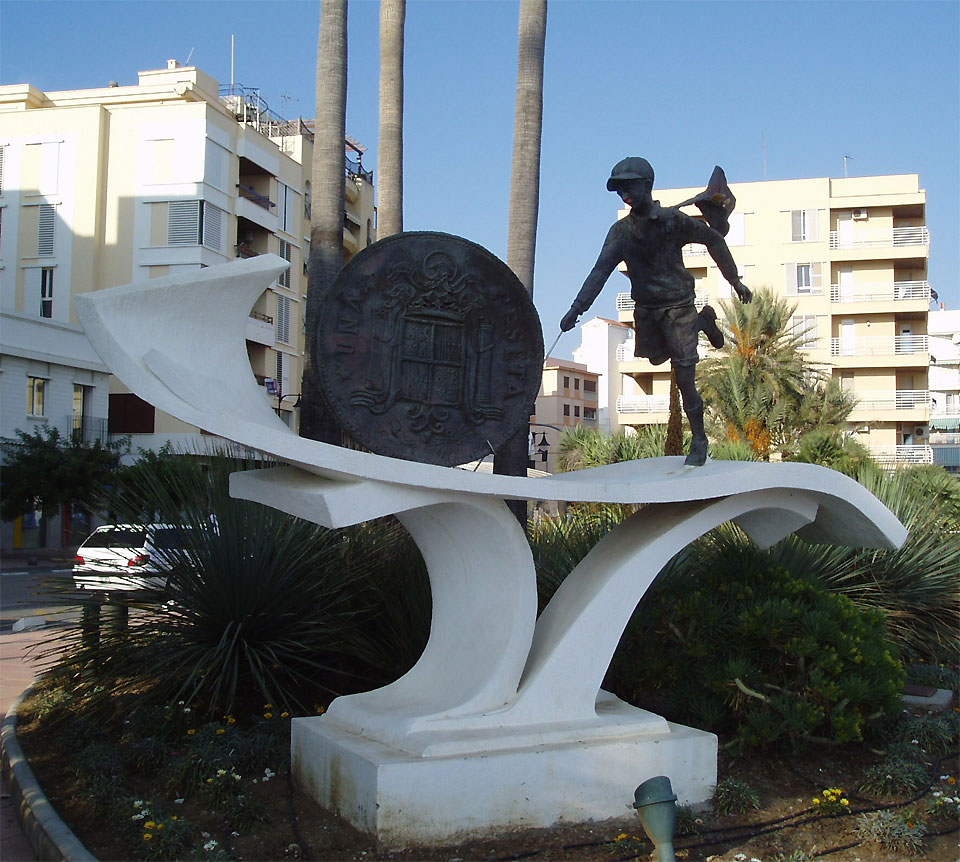
Памятник песете в Эстепоне

Песе́та (исп. peseta) — валюта Испании с 1869 года до 2002 года. 
Испанская песета наравне с французским франком также была валютой Андорры. Песета делится на 100 сентимо или четыре реала, но эти деньги были полностью выведены из обращения в 1970-х годах.

## Происхождение
Название происходит от каталанского слова «peceta», означающего — «маленький кусочек», то есть, слово «peça» и уменьшительный суффикс «-eta». Оно также похоже на другое уменьшительное название уже существующей валюты — «песо», которая унаследовала своё имя от меры веса. Это также согласуется с другими валютами, например, британский фунт. Термин песета также употребляется в Пуэрто-Рико для американской монеты в четверть доллара.

## История
Песета была введена в 1869 году после вступления Испании в Латинский валютный союз в 1868 году. Испанский закон от 26 июня 1864 г. провозгласил о подготовке ко вступлению в Латинский валютный союз (начиная с 1865 года). Песета заменила эскудо в соотношении 2½ песеты = 1 эскудо. Песета была эквивалентна 4,5 г серебра или 0,290322 г. золота, обычно используемого всеми валютами Латинского валютного союза. Начиная с 1873 года стандартом принят только золото-валютный эквивалент. Политическая нестабильность начала XX столетия развалила валютный союз, хотя официально он прекратил существование лишь в 1927 году.
В 1959 году Испания вошла в Бреттон-вудскую систему, искусственно привязав песету к курсу американского доллара в соотношении 60 песет = 1 доллару. В 1967 году песета обесценилась вслед за британским фунтом, сохранив обменный курс на уровне 168 песет = 1 фунт и создав новый курс, приравняв 70 песет к 1 американскому доллару.
После учреждения в 1999 году евро песета была заменена им в 2002 году. Обменный курс тогда составил 1 евро = 166,386 песеты.

## Датировка

25 песет выпущенные к Чемпионату мира по футболу 1982 года (год изображён мелкими цифрами на шестиконечной звезде).

Интересной особенностью испанской песеты было то, что дата на ней указывалась двояко. Крупными цифрами указывался год начала выпуска данной серии монет, реальный же год чеканки конкретной монеты изображался мелкими, различимыми лишь под лупой цифрами на декоративных элементах монеты (обычно шестиконечных звёздах).

## Монеты
В 1869 и 1870 годах были введены в обращение монеты достоинством в 1, 2, 5, 10 и 50 сентимо, 1, 2 и 5 песет. Четыре наименьших номинала были отчеканены из меди (заменено бронзой в 1877 году), 50 сентимо, 1 и 2 песеты были отчеканены из серебра 835 пробы, и 5 песет отчеканены из серебра 900 пробы. Золотые монеты номиналом в 25 песет были введены в обращение в 1876 году вслед за монетами в 20 песет, введёнными в 1878 году. В 1889 году в обращение были введены монеты в 20 песет с приостановкой выпуска достоинством в 25 песет. В 1897 году был произведён однократный выпуск золотых монет номиналом 100 песет. Выпуск золотых монет приостановлен в 1904 году, а вслед за ним и серебряных в 1910 году. Последние бронзовые монеты выпущены в 1912 году.
Выпуск монет продолжен в 1925 году с вводом в обращением медно-никелевых 25 сентимо. В 1926 году был последний выпуск серебряных 50 сентимо, а вслед за ним был выпуск в 1927 году 25 сентимо с отверстием в монете.
В 1934 году Вторая Испанская Республика выпустила монеты достоинством в 25, 50 сентимо и 1 песету. 25 сентимо и серебряная 1 песета были того же размера и состава, что и в более раннем королевском выпуске с той разницей, что 50 сентимо были отчеканены из меди. В 1935 году были введены в обращение железные монеты в 5 сентимо вместе с латунной монетой в 1 песету. В последний республиканский выпуск в 1938 году были медные монеты с отверстиями достоинством в 25 сентимо.
Во время гражданской войны чеканка монет производилась как республиканскими, так и националистическими армиями. В 1936 году националистами были отчеканены следующие выпуски:
| Округ                | Номиналы                |
| Касалья-де-ла-Сьерра | 10 сентимо              |
| Арааль               | 50 сентимо, 1, 2 песеты |
| Лора-дель-Рио        | 25 сентимо              |
| Марчена              | 25 сентимо              |
| Ла-Пуэбла-де-Касалья | 10, 25 сентимо          |

В 1937 году республиканцами были отчеканены следующие выпуски:
| Округ                        | Номиналы                        |
| Ареньс-де-Мар                | 50 сентимо, 1 песета            |
| Астурия и Леон               | 50 сентимо, 1, 2 песеты         |
| Страна Басков                | 1, 2 песеты                     |
| Иби                          | 25 сентимо, 1 песета            |
| Ль’Аметлья-де-Мар            | 25, 50 сентимо, 1 песета        |
| Менорка                      | 5, 10, 25 сентимо, 1, 2½ песеты |
| Нульес                       | 5, 10, 25, 50 сентимо, 1 песета |
| Олот                         | 10 сентимо                      |
| Сантандер, Паленсия и Бургос | 50 сентимо, 1 песета            |
| Segarra de Gaià              | 1 песета                        |

Националисты выпустили свои первые национальные монеты в 1937 году. Это были медно-никелевые 25 сентимо с отверстием, отчеканенные в Вене. За последовавшим окончанием гражданской войны, в 1940 году националистическое правительство ввело в обращение алюминиевые 5 и 10 сентимо, а следом за ними в 1944 году алюминиево-бронзовые монеты в 1 песету.

### Монеты режимаФрансиско Франко
| Номинал     | Годы чеканки                                  | Металл                           | Диаметр (мм) | Вес (г) | Толщ. (мм) | Аверс | Реверс | Гурт                              |
| ----------- | --------------------------------------------- | -------------------------------- | ------------ | ------- | ---------- | --- | --- | --------------------------------- |
| 10 сентимо  | 1959                                          | алюминий                         | 17,50        | 0,75    |            | Изображение Ф. Франко, («FRANCISCO FRANCO CAUDILLO DE ESPAÑA POR LA G. DE DIOS»), внизу год «1959»                                                     | Номинал «10/CENTIMOS» в обрамлении листьев с оливками                                                                   | гладкий                           |
| 50 сентимов | 1949 (51-54, 56, 62), 63 (63-65)              | медно-никелевый сплав [Cu75Ni25] | 20,00        | 4,00    |            | Справа руль и якорь; слева «ESPAÑA», по бокам 6-конечные звезды с годом чеканки внизу год «1966»                                                       | Герб Испании, вверху номинал «50/CENTIMOS»                                                                              | гладкий                           |
| 50 сентимов | 1966 (67-75)                                  | алюминий                         | 20,00        | 1,00    | 1,50       | Изображение Ф. Франко, («FRANCISCO FRANCO CAUDILLO DE ESPAÑA POR LA G. DE DIOS»), внизу год «1966», по бокам от него 6-конечные звезды с годом чеканки | Оливковая ветвь, слева «50», справа «CTS»                                                                               | рифлёный                          |
| 1 песета    | 1946 (48), 47 (48-54, 56), 53 (54, 56, 60-67) | алюмини- евая бронза [Cu90Al10]  | 21,00        | 3,50    | 1,60       | Изображение Ф. Франко, («FRANCISCO FRANCO CAUDILLO DE ESPAÑA POR LA G. DE DIOS»), внизу год, по кругу бусовый ободок                                   | Герб Испании, слева «UNA» между двумя 6-конечными звездами с годом чеканки, справа «PESETA», по кругу бусовый ободок    | рифлёный                          |
| 1 песета    | 1966 (67-75)                                  | алюмини- евая бронза [Cu90Al10]  | 21,00        | 3,50    | 1,60       | Портрет Ф. Франко, («FRANCISCO FRANCO CAUDILLO DE ESPAÑA POR LA G. DE DIOS»), внизу год «1966», по кругу бусовый ободок                                | Герб Испании, слева «UNA» между двумя 6-конечными звездами с годом чеканки, справа «PESETA», по кругу бусовый ободок    | рифлёный                          |
| 2,5 песеты  | 1953 (54, 56, 68-71)                          | алюмини- евая бронза [Cu90Al10]  | 25,00        | 7,00    |            | Изображение Ф. Франко, («FRANCISCO FRANCO CAUDILLO DE ESPAÑA POR LA G. DE DIOS»), внизу год «1953», по кругу бусовый ободок                            | Герб Испании, слева «2’50» между двумя 6-конечными звездами с годом чеканки, справа «PESETAS», по кругу бусовый ободок  | рифлёный                          |
| 5 песет     | 1949 (49-52)                                  | никель [Ni99]                    | 32,00        | 15,00   |            | Портрет Ф. Франко, («FRANCISCO FRANCO CAUDILLO DE ESPAÑA POR LA G. DE DIOS»), внизу год «1949», по кругу бусовый ободок                                | Герб Испании, слева «CINCO» между двумя 6-конечными звездами с годом чеканки, справа «PESETAS», по кругу бусовый ободок | рифлёный                          |
| 5 песет     | 1957 (58-75)                                  | медно-никелевый сплав [Cu75Ni25] | 23,50        | 5,75    | 2,00       | Портрет Ф. Франко, («FRANCISCO FRANCO CAUDILLO DE ESPAÑA POR LA G. DE DIOS»), внизу год «1957», по кругу бусовый ободок                                | Герб Испании, вверху справа номинал «5/PTAS», внизу слева 6-конечная звезда с годом чеканки, по кругу бусовый ободок    | рифлёный                          |
| 25 песет    | 1957 (58, 59, 61, 64-75)                      | медно-никелевый сплав [Cu75Ni25] | 26,50        | 8,50    | 2,10       | Изображение Ф. Франко, («FRANCISCO FRANCO CAUDILLO DE ESPAÑA POR LA G. DE DIOS»), внизу год «1957», по кругу бусовый ободок                            | Герб Испании, вверху справа номинал «25/PTAS», внизу слева 6-конечная звезда с годом чеканки, по кругу бусовый ободок   | * UNA *\|* GRANDE *\|* LIBRE *\|* |
| 50 песет    | 1957 (58-60, 67-75)                           | медно-никелевый сплав [Cu75Ni25] | 30,00        | 12,50   |            | Изображение Ф. Франко, («FRANCISCO FRANCO CAUDILLO DE ESPAÑA POR LA G. DE DIOS»), внизу год «1957», по кругу бусовый ободок                            | Герб Испании, вверху справа номинал «50/PTAS», внизу слева 6-конечная звезда с годом чеканки, по кругу бусовый ободок   | * UNA *\|* GRANDE *\|* LIBRE *\|* |
| 100 песет   | 1966 (67-70)                                  | серебро [Ag80Cu20]               | 34,00        | 19,00   | 2,30       | Изображение Ф. Франко, («FRANCISCO FRANCO CAUDILLO DE ESPAÑA POR LA G. DE DIOS»), внизу год «1966», по бокам от него 6-конечные звезды с годом чеканки | Элементы герба Испании, вверху «100», справа «PTAS»                                                                     | * UNA *\|* GRANDE *\|* LIBRE *\|* |

### Монеты 1989—2001 годов
| Изображение | Номинал   | Материал              | Диаметр (мм) | Масса (г) | Годы выпуска               |
| ----------- | --------- | --------------------- | ------------ | --------- | -------------------------- |
|             | 1 песета  | Алюминий              | 14,00        | 0,55      | 1989—2001                  |
|             | 5 песет   | Бронза-алюминий       | 17,50        | 3,00      | 1989-1992; 1998; 2000—2001 |
|             | 10 песет  | Медно-никелевый сплав | 18,50        | 4,00      | 1992; 1998—2001            |
|             | 25 песет  | Бронза-алюминий       | 19,50        | 4,25      | 2000-2001                  |
|             | 50 песет  | Медно-никелевый сплав | 20,50        | 5,60      | 1998-2001                  |
|             | 100 песет | Бронза-алюминий       | 24,50        | 9,25      | 1992; 1998—2001            |
|             | 200 песет | Медно-никелевый сплав | 25,50        | 10,50     | 1990; 1998—2001            |
|             | 500 песет | Бронза-алюминий       | 28,00        | 12,00     | 1993-2001                  |

## Банкноты

### Серия 1970 года
| Банкноты серии 1970 года | Банкноты серии 1970 года | Банкноты серии 1970 года | Банкноты серии 1970 года | Банкноты серии 1970 года | Банкноты серии 1970 года | Банкноты серии 1970 года |
| Изображение              | Изображение              | Номинал                  | Основной цвет            | Описание                 | Описание                 |                          |
| Аверс                    | Реверс                   | Номинал                  | Основной цвет            | Аверс                    | Реверс                   |                          |
| ------------------------ | ------------------------ | ------------------------ | ------------------------ | ------------------------ | ------------------------ | ------------------------ |
|                          |                          | 100 песет                | Коричневый               | Мануэль де Фалья         | Сад в Альгамбре          |                          |

### Серия 1982—1987 годов
| Банкноты серии 1982—1987 годов | Банкноты серии 1982—1987 годов | Банкноты серии 1982—1987 годов | Банкноты серии 1982—1987 годов | Банкноты серии 1982—1987 годов | Банкноты серии 1982—1987 годов                             | Банкноты серии 1982—1987 годов |
| Изображение                    | Изображение                    | Номинал                        | Основной цвет                  | Описание                       | Описание                                                   |                                |
| Аверс                          | Реверс                         | Номинал                        | Основной цвет                  | Аверс                          | Реверс                                                     |                                |
| ------------------------------ | ------------------------------ | ------------------------------ | ------------------------------ | ------------------------------ | ---------------------------------------------------------- | ------------------------------ |
|                                |                                | 200 песет                      | Оранжевый                      | Леопо́льдо А́лас-и-Уре́нья        | Астурийский дуб                                            |                                |
|                                |                                | 500 песет                      | Синий                          | Росалия де Кастро              | Дом-музей Розалии Кастро                                   |                                |
|                                |                                | 1000 песет                     | Зелёный                        | Бенито Перес Гальдос           | Скалы де Гарсия, Карта Канарских островов Драконово дерево |                                |
|                                |                                | 2000 песет                     | Красный                        | Хуан Рамон Хименес             | Родной дом Хуана Рамона Хименеса                           |                                |
|                                |                                | 5000 песет                     | Коричневый                     | Хуан Карлос I                  | Королевский дворец в Мадриде                               |                                |
|                                |                                | 10 000 песет                   | Серый                          | Хуан Карлос I                  | Хуан Карлос в юности                                       |                                |

### Серия 1992 года
| Изображение | Изображение | Номинал      | Основной цвет | Описание                             | Описание                             |
| Аверс       | Реверс      | Номинал      | Основной цвет | Аверс                                | Реверс                               |
| ----------- | ----------- | ------------ | ------------- | ------------------------------------ | ------------------------------------ |
|             |             | 1000 песет   | Зелёный       | Эрнан Кортес                         | Франсиско Писарро                    |
|             |             | 2000 песет   | Красный       | Хосе Селестино Мутис                 | Королевский ботанический сад Мадрида |
|             |             | 5000 песет   | Коричневый    | Христофор Колумб                     | Армиллярная сфера                    |
|             |             | 10 000 песет | Серый         | Хуан Карлос I на фоне Дворца Линарес | Хорхе Хуан                           |